# Federación Paraguaya de Fútbol de Salón
La Federación Paraguaya de Fútbol de Salón es la entidad deportiva rectora del fútbol de salón o futsal en Paraguay, de acuerdo a las reglas oficiales de la Asociación Mundial de Futsal (AMF), así como esta encargada de organizar las respectivas selecciones nacionales en masculino y femenino para los diversos torneos internacionales donde participa. 
Fue fundada el 5 de mayo de 1962. Reconocida por el Comité Olímpico Paraguayo, y cuenta también con el reconocimiento oficial de la Secretaría Nacional de Deporte.

## Torneos organizados en Paraguay
- Campeonato Mundial de futsal de la AMF: 2003
- Campeonato Panamericano de Fútbol de Salón: 1999
- Campeonato Sudamericano de Fútbol de Salón: 1965 y 1969

## Campeonatos Locales
- Copa de Oro
- Copa División Nacional de Fútbol de Salón del Paraguay
- Campeonato Nacional de Fútbol de Salón
- Campeonato Nacional Femenino de Fútbol de Salón
- Campeonato División Nacional de Fútbol de Salón
- Campeonato Nacional Primavera de Fútbol de Salón (Sub-20)
- Campeonato Nacional Juvenil de Fútbol de Salón (Sub-19)
- Campeonato Nacional Sub-17 de Fútbol de Salón
- Campeonato Nacional Sub-15 de Fútbol de Salón
- Campeonato Nacional Sub-11 de Fútbol de Salón
- Campeonato Nacional Sub-9 de Fútbol de Salón